# Georges Jacomo
Georges Jacomo (Orano, 16 ottobre 1957) è un ex calciatore francese, di ruolo portiere.

## Carriera
Proveniente dall'Ajaccio, esordì nella massima serie francese nel 1976 con la maglia del Nizza, come riserva inizialmente di Dominique Baratelli e poi di Christian Peyron, scendendo in campo in 39 incontri. Nel 1980 venne ceduto al Cannes dove totalizzò 87 presenze in cinque stagioni di seconda divisione, tre delle quali disputate da titolare.
Si ritirò definitivamente dal calcio giocato nel 1987, dopo aver disputato due stagioni fra i dilettanti dell'Ambert; dopo il ritiro allenò per alcuni anni la medesima squadra.

## Statistiche
| Stagione       | Squadra        | Campionato     | Campionato | Campionato | Coppe nazionali | Coppe nazionali | Coppe nazionali | Coppe continentali | Coppe continentali | Coppe continentali | Altre coppe | Altre coppe | Altre coppe | Totale | Totale |
| Stagione       | Squadra        | Comp           | Pres       | Reti       | Comp            | Pres            | Reti            | Comp               | Pres               | Reti               | Comp        | Pres        | Reti        | Pres   | Reti   |
| -------------- | -------------- | -------------- | ---------- | ---------- | --------------- | --------------- | --------------- | ------------------ | ------------------ | ------------------ | ----------- | ----------- | ----------- | ------ | ------ |
| 1974-1975      | Ajaccio        | ?              | ?          | -?         |                 | ?               | -?              |                    | -                  | -                  |             | -           | -           | ?      | -?     |
| 1975-1976      | Ajaccio        | ?              | ?          | -?         |                 | ?               | -?              |                    | -                  | -                  |             | -           | -           | ?      | -?     |
| Totale Ajaccio | Totale Ajaccio | Totale Ajaccio | ?          | -?         |                 | ?               | -?              |                    | -                  | -                  |             | -           | -           | ?      | -?     |
| 1976-1977      | Nizza          | D1             | 1          | 0          | CF              | 0               | 0               | -                  | -                  | -                  | -           | -           | -           | 1      | 0      |
| 1977-1978      | Nizza          | D1             | 13         | -19        | CF              | 4               | -?              | -                  | -                  | -                  | -           | -           | -           | 17     | -19+   |
| 1978-1979      | Nizza          | D1             | 10         | -20        | CF              | 1               | -?              | -                  | -                  | -                  | -           | -           | -           | 11     | -20+   |
| 1979-1980      | Nizza          | D1             | 15         | -30        | CF              | 0               | 0               | -                  | -                  | -                  | -           | -           | -           | 15     | -30    |
| Totale Nizza   | Totale Nizza   | Totale Nizza   | 39         | -69        |                 | 5               | -?              |                    | -                  | -                  |             | -           | -           | 44     | -69+   |
| 1980-1981      | Cannes         | D2             | 2          | -?         | CF              | ?               | -?              | -                  | -                  | -                  | -           | -           | -           | 2      | -?     |
| 1981-1982      | Cannes         | D2             | 34         | -?         | CF              | ?               | ?               | -                  | -                  | -                  | -           | -           | -           | 34+    | ?      |
| 1982-1983      | Cannes         | D2             | 28         | -?         | CF              | ?               | ?               | -                  | -                  | -                  | -           | -           | -           | 28+    | -?     |
| 1983-1984      | Cannes         | D2             | 20         | -?         | CF              | ?               | ?               | -                  | -                  | -                  | -           | -           | -           | 20+    | -?     |
| 1984-1985      | Cannes         | D2             | 3          | -?         | CF              | ?               | ?               | -                  | -                  | -                  | -           | -           | -           | 3+     | -?     |
| Totale Cannes  | Totale Cannes  | Totale Cannes  | 87         | -?         |                 | ?               | -?              |                    | -                  | -                  |             | -           | -           | 87+    | -?     |
| Totale         | Totale         | Totale         | 126+       | -69+       |                 | 5               | -?              |                    | -                  | -                  |             | -           | -           | 106+   | -69+   |